# 벅시 말론
벅시 말론(Bugsy Malone)은 영국에서 제작된 알란 파커 감독의 1976년 코미디, 범죄, 가족 영화이다. 스콧 바이오 등이 주연으로 출연하였고 앨런 마샬 등이 제작에 참여하였다.

## 출연

### 주연
- 스콧 바이오
- 플로리 듀거

### 조연
- 조디 포스터
- 존 캐시시
- 마틴 레브
- 폴 머피
- 쉐리던 얼 러셀
- 엘빈 험프티 젠킨스
- 폴 치렐스타인

## 제작진
- 미술: 제프리 커크랜드